# 1718
1718 (MDCCXVIII) var ett normalår som började en lördag i den gregorianska kalendern och ett normalår som började en onsdag i den julianska kalendern.

## Händelser

### Januari
- 16 januari – Christopher Polhem sluter i Lund kontrakt med Karl XII om att på fem år bygga den kanalsträcka som idag utgöras av Trollhätte och Göta kanaler.

### Våren
- Våren – Polhem låter igångsätta bygget av den så kallade Karls grav vid Vänersborg.

### Maj
- Maj – Fredsförhandlingar mellan Sverige och Ryssland inleds i åländska skärgården. Mot stora landvinster skall ryssarna hjälpa svenskarna i ett anfall mot Norge. Karl XII tror sig dock kunna anfalla Norge utan rysk hjälp, varför han förkastar förslaget.

### Augusti
- 25 augusti – New Orleans grundas.
- Augusti – Carl Gustaf Armfeldts armékår infaller i Tröndelag från Jämtland.

### Oktober
- 30 oktober – Karl XII:s armé infaller med 22 000 man i Norge.

### November
- 12 november – Görtz, som lett förhandlingarna med ryssarna på Åland, lämnar ön med ett slutgiltigt fredsförslag till Karl XII.

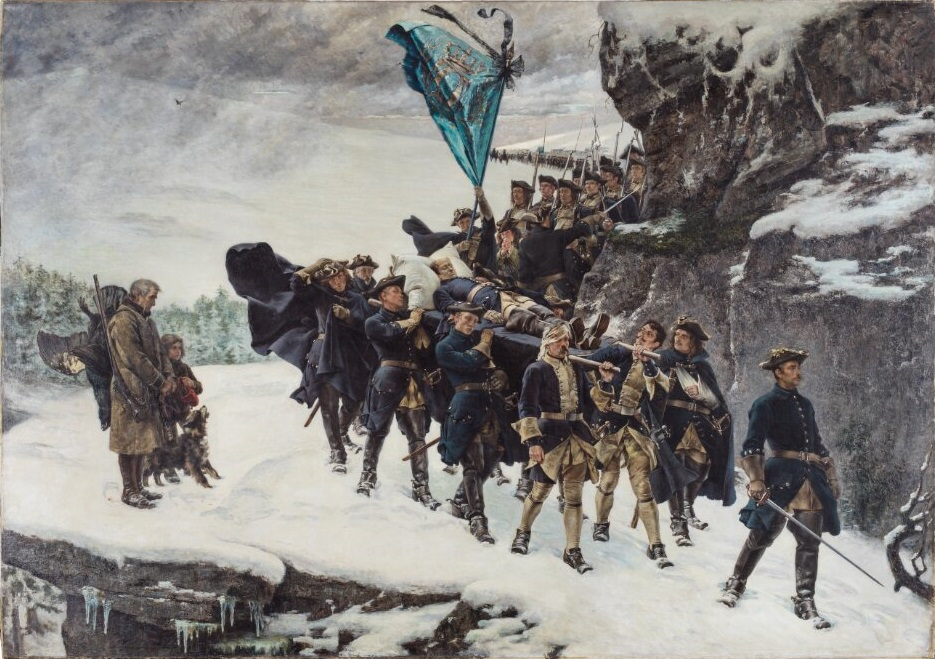
Sveriges konung Karl XII stupar den 30 november i Halden.

- 30 november (GS) – Karl XII stupar vid Fredrikshald mellan klockan nio och tio på kvällen. Med detta anses allmänt den svenska stormaktstiden efter 107 år vara slut.[1]

### December
- 1 december (GS) – Belägringen av Fredrikshald upphävs av Fredrik av Hessen-Kassel. Denne delar tillsammans med riksrådet krigskassan.
- 2 december (GS) – Görtz arresteras i Bohuslän, eftersom han förespråkar en annan tronföljare än Fredrik, som just nu har makten.
- 5 december (GS) – Budet om Karl XII:s död når Stockholm.
- 6 december (GS) 
  - Kungens lik förs från Norge mot Uddevalla.
  - Ulrika Eleonora utropar sig till regerande drottning av Sverige.
- 15 december (GS) – Ulrika Eleonora förklarar sig villig att avskaffa enväldet.
- 22 december (GS) – När budet om Karl XII:s död når de ryska krigsfångar som hålls fångna på Visingsö i Vättern blir de så glada över detta att någon råkar tända eld på Visingsborg. På natten mellan den 22 och 23 brinner slottet ned till grunden och återuppbyggs aldrig.

### Okänt datum
- Exportförbud införs i Sverige som en radikal åtgärd för att dämpa missväxtens förödande verkan.
- Högertrafik införs för första gången i Sverige av Karl XII. Förordningen hävdes igen 1734.[2]

## Födda
- 31 mars – Mariana Victoria av Spanien, portugisisk drottning och regent.
- 16 maj – Maria Gaetana Agnesi, italiensk matematiker.
- 15 juli – Alexander Roslin, svensk porträttmålare.
- 7 november – Anna Leopoldovna, rysk regent.
- 28 november – Hedvig Charlotta Nordenflycht, svensk författare.
- 2 oktober – Elizabeth Montagu, brittisk socialreformator
- Salomée Halpir, litauisk oftalmolog.

## Avlidna
- 1 februari – Charles Talbot, 1:e hertig av Shrewsbury, brittisk statsman.
- 25 april – Lars Gathenhielm, svensk kapare känd som "Lasse i Gatan".
- 7 maj – Maria av Modena, drottning av England, Skottland och Irland 1685–1688 (gift med Jakob II).
- 4 juni – Georg Lybecker, svensk militär
- 22 november – Svartskägg, egentligen Edward Teach, engelsk pirat.
- 30 november (GS) – Karl XII, kung av Sverige sedan 1697 (stupad i Halden).

### Fotnoter
1. ↑  Det hände i dag - 30 november
2. ↑  ”Högertrafik”. Statens maritima och transporthistoriska museer. https://www.smtm.se/vara-museer-och-samlingar/vara-samlingar/vaghistoriska-samlingarna/trafikhistoria/hogertrafik. Läst 3 juni 2024.